# São Lourenço (kommun)
São Lourenço är en kommun i Brasilien.   Den ligger i delstaten Minas Gerais, i den sydöstra delen av landet, 800 km söder om huvudstaden Brasília. Antalet invånare är 41 664. Arean är 57 kvadratkilometer.
Terrängen i São Lourenço är kuperad åt nordväst, men åt sydost är den platt.
Följande samhällen finns i São Lourenço:
- São Lourenço

Omgivningarna runt São Lourenço är huvudsakligen savann. Runt São Lourenço är det ganska glesbefolkat, med 25 invånare per kvadratkilometer.